# Palásthy Pál
Palásti és keszihóci Palásthy Pál (Magyarizsép, 1825. március 29. – Esztergom, 1899. szeptember 24.) magyar katolikus pap, teológiai tanár és író, esztergomi segédpüspök.

## Pályafutása
A gimnáziumot Kassán végezte, a teológiát pedig a pesti Központi Papnevelő Intézetben, mint kassai egyházmegye növendéke. 1848. június 10-én szentelték pappá, a bécsi Augustineum intézetben doktori oklevelet szerzett.
Sátoraljaújhelyen káplán, s egy ideig a kassai papnevelő intézet lelki igazgatója, majd 1855-től 1871-ig a pesti egyetemen az erkölcstan tanára lett. 1861-ben kiadta kétkötetes erkölcstanát, a Teologica Morum Catholicát. Ugyanabban az évben már a hittudományi kar dékánja volt Pesten. 1871-ben esztergomi kanonokká, 1878-ban címzetes apáttá nevezték ki.

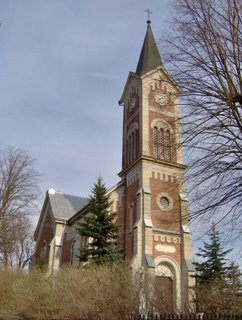
Palásti templom

### Püspöki pályafutása
1886. május 4-én sareptai címzetes püspökké és esztergomi segédpüspökké nevezték ki. Május 9-én szentelte püspökké Simor János érsek, Schopper György rozsnyói püspök és Boltizár József esztergomi segédpüspök segédletével. Rengeteget dolgozott: lapot szerkesztett (a Religiót 1864-68-ban szerkesztette Pesten), teológiai tanulmányokat írt stb. Kiadta többek közt A Palásthyak című háromkötetes munkáját is, amely sok-sok Palástra vonatkozó anyagot tartalmaz, ahol 1890-ben iskolát és 1898-ban templomot építtetett.
Vagyonát tőkésíteni rendelte, és kamatait az esztergomi egyházmegye plébániáinak segélyezésére hagyta.

## Emléke
Ma egyházi iskola van róla elnevezve Paláston.

## Művei

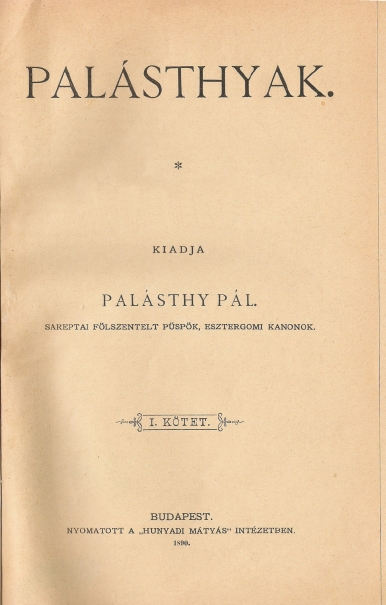
Palásthy Pál: Palásthyak I. címlapja

- Theologia morum catholica. Pars I. et II. Senctio 1. et. 2. Regensburg, 1861. Két kötet.
- Gyászbeszéd Fábry Ignácz kassai püspök temetése alkalmával, Kassán 1861. júl. 1. mondott. Pest, 1867
- A polgári házasság. Esztergom, 1868[4]
- Palásthyak. Budapest, 1890–91. Három kötet (Ism. Magyar Sion 1890–91, Kath. Szemle, 1891).[3]

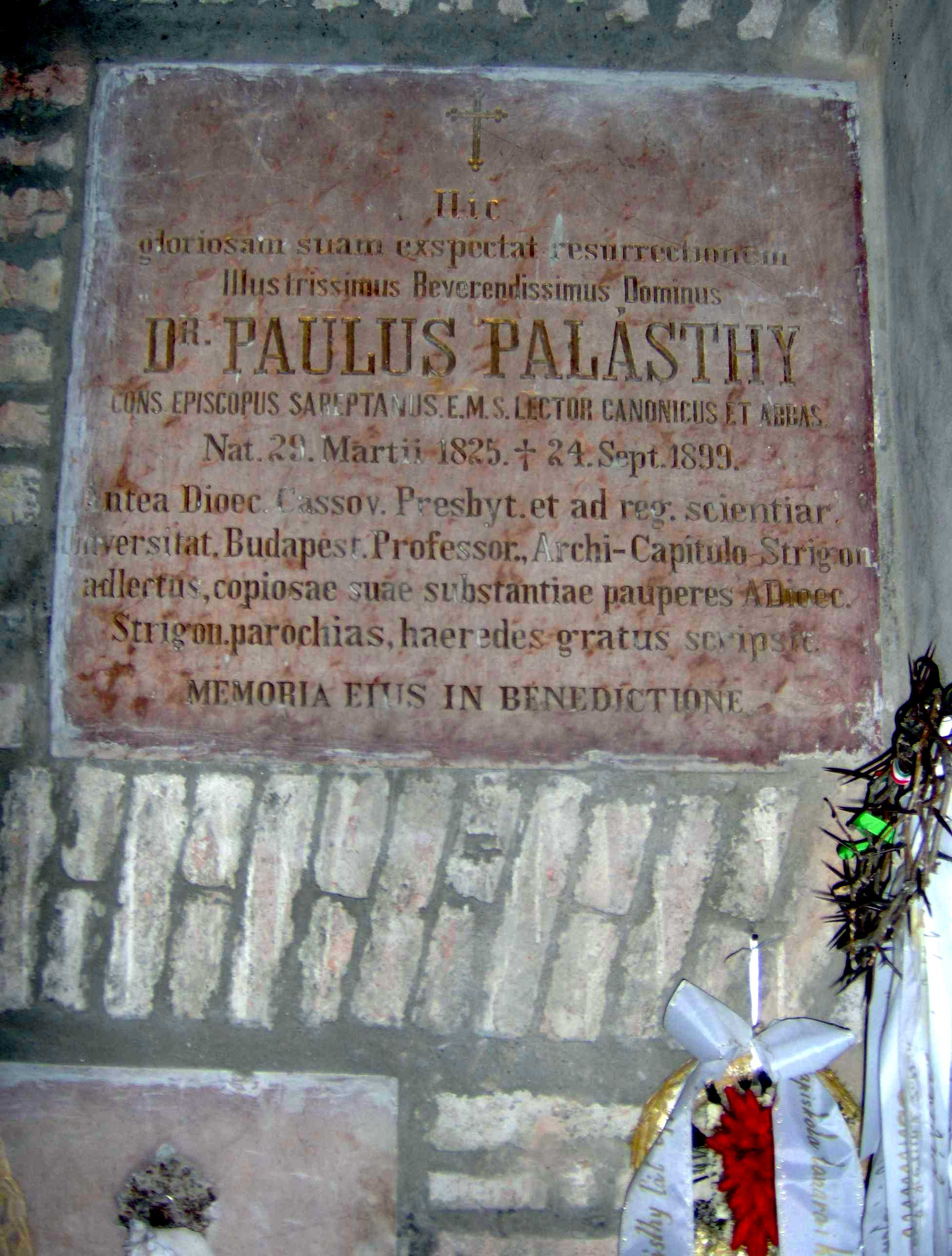
Palásthy Pál sírja az Esztergomi bazilika altemplomában

### Cikkei
A Religióban:
- 1850. Hivatás és irány
- 1853. A breviariumi imádság, jelentősége és kötelezettsége szempontjából,
- 1854. Kézikönyveink és az egyház imái
- 1856. A boldogságos szűz Máriáról való szent beszédek
- 1858. Jótékonyság Bernben,
- 1859. Az erkölcstanrendszer elleni igények
- 1860. Csendes szent mise karácsony éjjelén, Nyugati tájképek az egyház láthatárán
- 1863. II. Olaszországi levelek

A Családi Lapokban:
- 1856. Korrajzok Nagy Theodorik történetéből
- 1857. Imakönyvek küldísze, történeti értekezés

Egyházi beszédeket közölt a Pázmány-füzetekben, a Kath. Lelkipásztorban és Garay szent beszédjei gyűjteményében.